# Бабочки с новыми крыльями строят будущее
«Бабочки с новыми крыльями строят будущее», в других источниках упоминается под названием «Красные бабочки с новыми крыльями строят будущее», краткое наименование — «Бабочки» (исп. Mariposas de Alas Nuevas Construyendo Futuro, Red Mariposas de Alas Nuevas Construyendo Futuro) — наименование общественной организации в городе Буэнавентура, Колумбия. Представляет собой женскую благотворительную группу, занимающуюся защитой прав женщин и беженцев в Колумбии. Лауреат премии Нансена (2014).
Длительная гражданская война, продолжающаяся в Колумбии около пятидесяти лет, привела к гибели около 200 тысяч человек и появлению в стране около пяти миллионов перемещённых лиц и беженцев. Группа женщин в Буэнавентуре, решив заниматься благотворительной деятельностью среди нуждающихся, основали в 2010 году общественную организацию «Бабочки с новыми крыльями строят будущее» («Бабочки»).
В настоящее время члены организации оказывают разнообразную материальную и психосоциальную помощь жертвам физического и сексуального насилия, которым для реабилитации предлагается временное жильё и другая помощь. Желающим женщинам предоставляется возможность профессиональной переподготовки. Целью деятельности также является политическое давление на власти и информационная деятельность, чтобы стимулировать защиту прав женщин в Колумбии. С момента своего основания члены группы помогли более чем тысяче женщин и их семьям. Во время своей деятельности члены организации в различных регионах Колумбии постоянно подвергаются опасности со стороны вооружённых ополченцев и банд.
В 2014 году организация была удостоена премии Нансена Управления Верховного Комиссара ООН по делам беженцев за помощь перемещённым лицам и жертвам сексуального насилия. Группа финансируется несколькими правительственными организациями, в частности американским Агентством по международному развитию.